# 前工業社會
前工业社会是指工业革命到来之前各地區普遍存在的社会属性和政治、文化组织形式。不同地区的前工业社会因特定地区的文化或社会和政治生活的历史而有所不同。欧洲則以封建制度和義大利文藝復興而著称。

## 前工業社會的属性
- 有限生产
- 农业经济
- 分工有限。在前工業社會中，生产相对简单，专业手工业数量有限。
- 社会阶级固化
- 在前工业社会中，各村莊之间的交流是有限的。很少有人得知自己村庄以外的事情。
- 高生育率[1]
- 歐洲社会阶层以农民和領主為主[2]
- 自給自足
- 食物的生產依賴於农民
- 人们主要居住於村庄而不是城市

## 另見
- 農業社會